# Resolució 2439 del Consell de Seguretat de les Nacions Unides
La Resolució 2439 del Consell de Seguretat de les Nacions Unides, fou adoptada per unanimitat el 30 d'octubre de 2018. Després de reiterar la seva preocupació per la situació humanitària a la República Democràtica del Congo, el Consell hi condemna els atacs dels grups armats estrangers i nacionals i el seu paper en l'exacerbació del brot del virus d'Ebola al país. Alhora exigeix el ple accés per al personal humanitari i mèdic que treballa per l'erradicació del virus, recorda les autoritats congoleses la seva responsabilitat de protegir la població del país i exigeix a les ADF el cessament immediat de les hostilitats.